# Ruslan Abdullayev
Ruslan Abdullayev es un deportista kazajo representando a Uzbekistán que compite en boxeo. Ganó una medalla de oro en el Campeonato Mundial de Boxeo Aficionado de 2023, en el peso wélter ligero.

## Palmarés internacional
| Campeonato Mundial | Campeonato Mundial   | Campeonato Mundial | Campeonato Mundial |
| Año                | Lugar                | Medalla            | Categoría          |
| ------------------ | -------------------- | ------------------ | ------------------ |
| 2023               | Taskent (Uzbekistán) | Medalla de oro     | 63,5 kg            |